# ماشین‌حساب (ویندوز)
ماشین‌حساب ویندوز (به انگلیسی: Windows Calculator) یک نرم‌افزار ماشین‌حساب به صورت پیش‌فرض در همه نسخه‌های ویندوز است.

## تاریخچه
ماشین‌حساب ساده حسابگر برای نخستین بار در ویندوز ۱٫۰ رونمایی شد.
در ویندوز ۳٫۰، حالت علمی، به این ماشین‌حساب افزوده شد که قادر به انجام توان، ریشه، لگاریتم، توابع فاکتوریلی، مثلثات (پشتیبانی از زاویه رادیان، درجه و گرادیان) و… بود.
در ویندوز ۹۸ و بالاتر، میزان شماره‌ها به ۳۲ رقم رسید برای انجام عملیات پیشرفته‌تر.
.
در ویندوز ۲۰۰۰، گروه‌بندی رقمی اضافه شده بود. درجه و دیگر تنظیمات به نوار منو افزوده شد.

ماشین‌حساب در حالت علمی در ویندوز ۳٫۱۱
ماشین‌حساب در حالت علمی در ویندوز ان‌تی ۴
ماشین‌حساب در حالت علمی در ویندوز اکس‌پی
ماشین‌حساب در حالت علمی در ویندوز ویستا

### ویندوز ۷
در ویندوز ۷، حالت برنامه‌نویس، آمار، تبدیل واحد و محاسبه تاریخ در حالت‌های جداگانه اضافه شد که از منوی View می‌توان این حالت‌ها را تغییر داد. راهنمای (Help)ابزار از ماشین‌حساب حذف شد. علاوه بر این، رابط ماشین حساب برای اولین بار از زمان معرفی آن (ویندوز ۱) اصلاح شد.
توابع تبدیل پایه به حالت برنامه‌نویس (Programmer) منتقل شد و آمار توابع به حالت آمار (statistics) منتقل شدند.

حالت برنامه‌نویس در ویندوز ۷
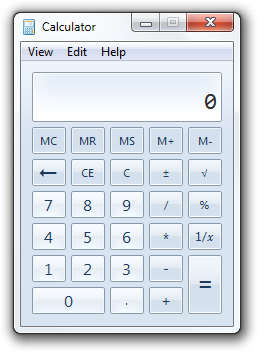
ماشین حساب در ویندوز ۷

### ویندوز ۸٫۱
در ویندوز ۸٫۱ ماشین‌حساب از حالت مترو استفاده کرده‌است، در این ویندوز، این برنامه شامل یک رابط کاربری تمام صفحه و همچنین حالت‌های عادی، علمی، و مبدل می‌باشد.

حالت علمی در ویندوز ۸
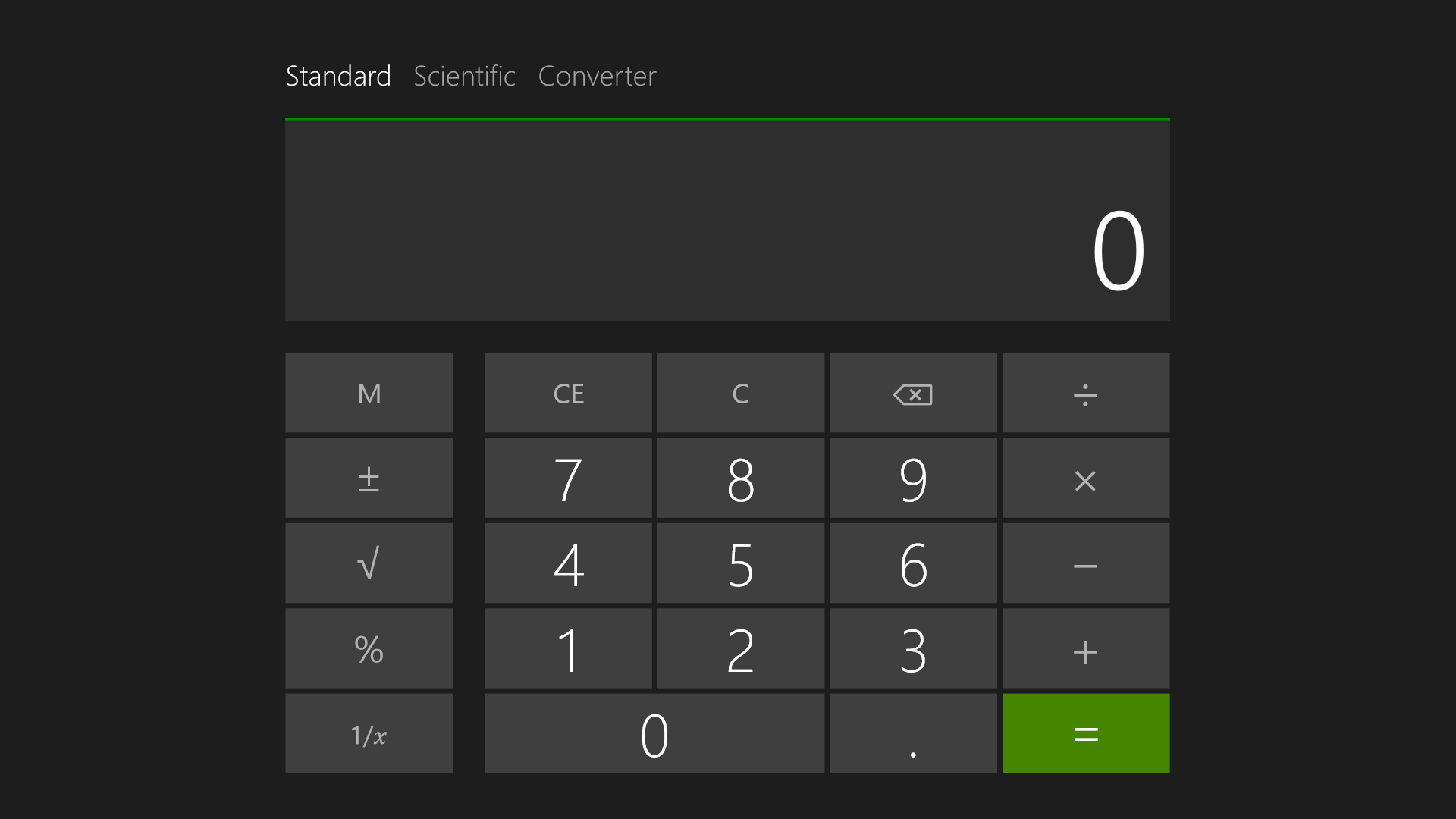
ماشین حساب در ویندوز ۸٫۱